# Бактыльем
Бактыльем (Bắc Từ Liêm) — один из двенадцати городских районов (quận), входящих в состав Ханоя. Площадь — 43 км², население — 320 тыс. человек. Образовался в декабре 2013 году в результате раздела района Тыльем (вьет. Từ Liêm) на два отдельных района — Бактыльем (Северный Тыльем) и Намтыльем (Южный Тыльем). Является крупным образовательным и научно-исследовательским кластером Ханоя.

## География
Район Бактыльем расположен на северо-западе от центра Ханоя, на берегу Красной реки. На севере он граничит с уездом Донгань, на востоке — с районом Тэйхо, на юго-востоке — с районом Каузяй, на юге — с районом Намтыльем, на юго-западе — с уездом Хоайдык, на северо-западе — с уездом Данфыонг.
Проводятся работы по углублению и очистке реки Нюэ (вьет. Sông Nhuệ), которая протекает по территории Бактыльема и впадает в Хонгху.

## Административное деление
В настоящее время в состав района Бактыльем входят 13 кварталов (phường) — Конюэ-1 (вьет. Cổ Nhuế 1), Конюэ-2 (вьет. Cổ Nhuế 2), Донгнгак (вьет. Đông Ngạc), Дыктханг (вьет. Đức Thắng), Льенмак (вьет. Liên Mạc), Минькхай (вьет. Minh Khai), Фузьен (вьет. Phú Diễn), Фукзьен (вьет. Phúc Diễn), Тэйтыу (вьет. Tây Tựu), Тхыонгкат (вьет. Thượng Cát), Тхюифыонг (вьет. Thụy Phương), Сюандинь (вьет. Xuân Đỉnh), Сюантао (вьет. Xuân Tảo).

## Экономика
В районе расположены промышленный парк Намтханглонг (вьет. Nam Thăng Long), высотный жилой комплекс для дипломатов и экспатов Peace Park, западная часть крупнейшего жилого комплекса Ciputra Hanoi International City, несколько крупных жилых комплексов для среднего класса и малообеспеченных ханойцев, торговые центры MM Mega Market Thăng Long и Plaza Mê Linh, сетевые супермаркеты BigC, Metro и Lotte Mart, овощной рынок Минькхай. Часть территории района по прежнему занята огородами и теплицами, в которых выращивают цветы и овощи.
Власти проводят значительные работы по улучшению экологической ситуации и ремонту коммунального хозяйства, в том числе обновляют станции по очистке сточных вод, строят комплексы по переработке мусора, дренажную инфраструктуру и канализационные коллекторы. Также в планах властей Ханоя перенести часть государственных структур из центральных районов города в Бактыльем.

## Транспорт
По территории района Бактыльем проходят Третья кольцевая дорога, национальное шоссе № 32, связывающее центр Ханоя с Шонтэем и провинцией Футхо, и скоростное шоссе имени Фам Ван Донга, соединяющее международный аэропорт Нойбай с западными районами Ханоя (через Красную реку в 1978 году переброшен мост Тханглонг, соединяющий район Бактыльем и уезд Донгань).
После раздела в 2013 году района Тыльем шоссе № 32 стало границей между районами Бактыльем и Намтыльем. Также через район пролегает железная дорога, соединяющая Намтыльем и Донгань (она вместе с шоссе проходит по мосту Тханглонг). Часть дорог района находится в плохом состоянии. В Бактыльеме планируется строительство крупного автобусного терминала.

## Культура
Недалеко от места слияния рек Хонгха и Нюэ расположен буддийский храм Диньтьем (вьет. Đình Chèm). Рядом с ним находится буддийский храм Ве (вьет. Vẽ). Возле озера Дамшенсюандинь (вьет. Đầm sen Xuân Đỉnh) расположен буддийский храм Диньзян (вьет. Đình Giàn), построенный при Нгуен Тхе-то. В квартале Сюандинь имеется старинная деревенская застройка ещё до французской колониальной эпохи.
В квартале Тхюифыонг проходит храмовый праздник Тем (вьет. Chèm), посвящённый Ли Онг Чонгу и его жене — принцессе Бать Тинь (вьет. Bạch Tĩnh; сопровождается водной процессией на реке и церемонией выпускания голубей). В квартале Тэйтыу проводится праздник посёлка Дам (вьет. Đăm), посвящённый божеству Бать Хак Там Зянг (вьет. Bạch Hạc Tam Giang; сопровождается гонками на лодках по реке). В посёлке Каодинь (вьет. Cáo Đỉnh) квартала Сюандинь проходит праздник общественного дома Зян (вьет. Giàn), посвящённый полководцу династии Ли Ли Фук Ману (Lý Phục Man), который защитил страну от иностранных агрессоров (сопровождается процессией паланкинов, игрой в шахматы, борьбой, петушиными боями и художественными представлениями). В квартале Тхюифыонг проводится праздник пагоды Хамлонг (вьет. Hàm Long), посвящённый Будде и Ли Онг Чонгу, который повелевал наводнениями на Красной реке (сопровождается процессией и другими религиозными церемониями). В квартале Донгнгак проходит праздник местной общины Няттао (вьет. Nhật Tảo), посвящённый Чан Нгуен Чаку (вьет. Trần Nguyên Trác) и сопровождаемый рядом кулинарных соревнований. В квартале Фузьен проводится праздник местной общины, посвящённый Ле Дай-ханю и Чан Тхонгу (вьет. Trần Thông; сопровождается кукольным представлением на воде, борьбой на прутах, лазанием по верёвке, танцем дракона, песенными и танцевальными конкурсами, гонками гребных лодок).
В квартале Фузьен проходит праздник посёлка Кьеумай (вьет. Kiều Mai), посвящённый Ли Нам-де, Хау Ли Нам-де, А Ла Нанг Де (вьет. ả Lã Nàng Đê) и Бак Хаку (вьет. Bạch Hạc; сопровождается кулинарным соревнованием с использованием клейкого риса). В квартале Тхыонгкат проводится водный праздник, посвящённый трём братьям Куать Лангу (вьет. Quách Lãng), Динь Бать Ныонгу (вьет. Đinh Bạch Nương) и Динь Тинь Ныонгу (вьет. Đinh Tĩnh Nương) — полководцам сестёр Чынг, которые победили захватчиков (сопровождается гонками лодок, петушиными боями, ловлей уток, борьбой и кулинарным конкурсом с использованием клейкого риса). В квартале Донгнгак проходит праздник местной общины Ве (вьет. Vẽ), посвящённый покровителю волшебной горы Док Кыоку (вьет. Độc Cước) и чиновнику династии Ле Ле Кхою (вьет. Lê Khôi; сопровождается конкурсом чтецов стихотворений, песенным конкурсом и кулинарными соревнованиями по приготовлению продуктов из бамбука). В квартале Сюандинь проводится праздник храма Ву (вьет. Vũ), посвящённый Ву Фуку (вьет. Vũ Phục) и его жене До Тхи Тхьен (вьет. Đỗ Thị Thiện; сопровождается процессией паланкинов и кулинарными соревнованиями по приготовлению пирогов с зелёной чечевицей). В квартале Льенмак проходит праздник посёлка Йенной (вьет. Yên Nội), посвящённый Бать Хак Там Зянгу и принцессе Тук Тинь (вьет. Túc Chinh; сопровождается шуточным сражением с применением песка и приготовлением рисовых блюд).

## Образование и наука
В районе Бактыльем базируются Вьетнамская финансовая академия, Вьетнамский государственный технический университет имени Ле Куй Дона, Военная техническая академия, Ханойский промышленный университет, Электроэнергетический университет, Ханойский университет горной промышленности и геологии, Ханойский университет природных ресурсов и окружающей среды, Ханойская академическая школа, Колледж полиграфической промышленности, Вьетнамский институт геодезии и картографии, Институт сельскохозяйственной генетики, Исследовательский институт почв и удобрений, Исследовательский институт защиты растений.